# Samuels Kirke
Samuels Kirke var en kirke i Thorsgade på Nørrebro i Københavns Kommune. Det blev i 2013 besluttet, at kirken skulle lukkes sammen med syv andre københavnske kirker. Sidste kirkelige handling var afslutningsgudstjenesten d. 2 juni 2013. Sidenhen er bygningen blevet bygget om og rummer nu ungdomsboliger under navnet Samuels Hus.

## Historie
Kirkens arkitekt var Carl Schiøtz. Kirken var en af de 16, som Københavns Stiftsråd udså som kirker, der kunne lukkes.

## Kirkebygningen
- Indgang til krypten.
- Klokkestabelen set inde fra gården.

## Interiør
- Kirkerummet
- Kirkerummet
- Kirkerummet set fra alteret
- Kopi af Thorvaldsens Kristusfigur i Vor Frue Kirke tager imod ved indgangen.

### Alter
- Alter

### Prædikestol
- Prædikestol

### Døbefont
- Døbefont

### Orgel
- Orgelfacade

### Kirkeskib
- Kirkeskibet Samuel

KIRKESKIBET SAMUEL
Som en helt unik tradition i de danske kirker støder man ganske ofte på skibsmodeller i kirken, det gør man også i Samuels kirken. De ældste modeller man møder i Danmark er fra 1600-tallet. Traditionen kendes dog helt tilbage til reformationstiden. – en tradition fra helligdomme verden over, især i kystbyerne.
Og også fra før den tid finder man fx i Holland på et museum et catalansk kirkeskib som stammer fra før Columbus opdagelse af Amerika, ligesom man i Tyskland har fundet en nordeuropæisk skibstype fra begyndelsen af 1400-tallet.
Det unikke set i en international sammenhæng er mængden af de små skibsmodeller i Danmark, der vidner om en folkelig maritim selvforståelse. Ikke kun i havnebyerne, men over hele landet. Det antages at der findes 1400-1500 kirkeskibe i de i alt cirka 2200 sogne i Danmark.
Kirkeskibet SAMUEL finder Handels- og Søfartsmuseet er en ganske interessant og enestående model, der i modsætning til de fleste modeller, som er træskibe, er lavet med jernskrog.
Skibspapirerne fortæller følgende:
Til Kirkebestyrelsen for Samuels Kirken
Undertegnede fhv. Skibsfører FV Schjødt født i Rønne 14.10. 1872
og min hustru P.K.M. Schjødt født Hansen. Født i Nexø 15.4. 1874
har skænket Fregatskibet Samuel til ophængning i Samuel Kirke
til Pryd for Kirken og til ære for vor Frelser.
Har været cirka 5 år om at bygge og rigge Skibet,
der findes alt, hvad der hører til et Skib
når undtages Sejlene()
Kahytter Mandskab og Proviant. Opstående rig. Fast og løst gods. Spil. Pumper () mm.
Kahytterne er ikke monterede. Ligeledes findes der Elektrisk Lys til 220 V. I alt er der installeret 3 pærer.
Skibet er bygget af 2+1 jernplade 0.26 .. 8 stykker spanter, bundstykker mm.
Husene er af Zink. Dækket af krydsfiner.
Master og Rundholter af White Wood.
300 Stykke Blokke med Skiver.
ca. 130 Stykke Vantskruer højre og venstre skåret.
Skruer selvlavede.
I Bådene findes fangline, Årer, Bådshage mm. Kan svinges ud.
Galionsfiguren har () Larsen skåret mig for 5 kroner.
Hr. Hansson Abildgårdsgade 23 har været mig behjælpelig med flere småting og gode råd, samt med ophængningen af skibet i kirken, samt rør m.m. til samme.
Skibet står mig i Udgifter. Materialer. Ophængning m.m.m. 400 kr.
Denne vor skrivelse og meddelelse må kun åbnes efter vores død.
Det er vor inderligste Ønske at det smukke skib må blive til glæde og opmuntring for alle der søger
kirken, og forstår hvad det betyder, når den sidste rejse skal udfares. Tillige vil vi håbe skibet må holde sig smukt i mange år.
Den 7. Marts 1934 blev flagene hejst på skibet ved en lille højtidelighed i vores hjem Jagtvej 135, 1.sal til venstre.
Tilstede var Pastor Bjerregaard med Frue,
Hr. Viceskoleinspektør Bondesen med Frue,
Hr. Kaptajn Hagelberg. Formand for Skibsførerforeningen.
Tillige var min hustrus fætter Hr. Kaptajn Jungeman og Frue tilstede.
Hr. Pastor Bjerregaard hejste Dannebrog agter.
Hr. Viceskoleinspektør Bondesen. Gøsen forude.
Undertegnede hejste navnestanderen på Stormasten.
Efter flaghejsningen ()og kaffe.
Vi beder Gud velsigne vores gave til jeres smukke kirke.
Venlig hilsen
FV Schjødt og Hustru Petra Schjødt
Jagtvej 135
Påskelørdag den 31. Marts 1934 vil skibet blive ophængt i Kirken
og indviet 1. Påskedag den 1. April 1934 af pastor Bjerregaard
Min hustru og jeg er personligt indbudte af Pastor Bjerregaard til indvielsesfesten.

## Gravminder
Tekst mangler, hjælp os med at skrive teksten

### Literatur
- Anne-Mette Gravgaard, Storbyens virkeliggjorte længsler. Kirkerne i København og på Frederiksberg 1860-1940, Foreningen til Gamle Bygningers Bevaring 2001. ISBN 87-87546-18-3

## Eksterne kilder og henvisninger
- Samuels Kirke på danmarkskirker.natmus.dk (Danmarks Kirker, Nationalmuseet)
- skrift fra lukningen (Webside ikke længere tilgængelig)
- Samuels Kirke hos KortTilKirken.dk

55°41′53.5″N 12°32′58.2″Ø / 55.698194°N 12.549500°Ø